# Luhrs Tower
La Torre Luhrs (en inglés: Luhrs Tower) es un edificio de oficinas y rascacielos art déco en el centro de Phoenix, Arizona (Estados Unidos). Se encuentra ubicado en la esquina sureste de la Primera Avenida y la calle Jefferson, en el lado sur del antigua Parque y plaza Patriots. Construido en 1929 por George Luhrs, un prominente hombre de negocios local, la torre alcanza una altura de 56 m. Luhrs tiene 14 pisos, con retrocesos simétricos en los pisos 8 º y 11. Fue diseñado por el estudio de arquitectura Trost y Trost de El Paso de y tiene un parecido considerable con otro diseño de la misma empresa, la O. T. Bassett Tower en El Paso. 